# Seeley Lake
Seeley Lake è un census designated place degli Stati Uniti d'America, nello stato del Montana, nella Contea di Missoula. Nel 2010 contava 1.659 abitanti.